# 無賴勇者的鬼畜美學
《無賴勇者的鬼畜美學》（日语：はぐれ勇者の鬼畜美学）是上綴人的輕小說，由HJ文庫於2010年5月發行。插圖由卵之黃身擔當。
本作描述為了討伐魔王被丟到異世界的青年成功完成任務後，回到原本世界的故事。不以異世界冒險做為舞台，而是以描寫在異世界的冒險結束後的後話為故事的特徵。

## 故事簡介
五年前被突然召喚到異世界「亞列薩德」的少年凰澤曉月，毫無能力的他在魔導大國謝爾菲甦醒，結識了勇者雷恩、公主莉絲蒂、戰士塞克斯以及魔法師魯提耶。原本在好友們的協助下得以安然返回現實世界，但就在這時悲劇發生，被視為擊敗魔王卡留斯的希望－勇者雷恩卻因曉月而死，為此全世界都陷入絕望之中，後更導致謝爾菲的首都艾爾迪亞被魔王軍攻陷。因雷恩之死而悲憤的民眾將一切罪過指向曉月，甚至連原本的好友也遠離他，而成為眾矢之的的曉月卻突然消失了，對此每個人都將他視為畏罪潛逃、卑鄙無恥的膽小鬼。但曉月其實並未逃避，而是到達名為「神層界」的地方，進行了非常嚴苛的修行，成為了獨當一面的戰士後回到了戰場，成功拯救了一度陷入絕境的莉絲蒂等人。然而還是有不少人將他視為害死雷恩的凶手，即便曉月與莉絲蒂等人盡釋前嫌並肩作戰依舊無法平息雷恩擁護者的怒火，甚至還給了曉月「無賴勇者」的稱號。然而曉月不但欣然接受眾人對他的諷刺，行事作風甚至變本加厲地恣意妄為，在打倒魔王的旅途的過程中遇上了可愛的美少女或是美女經常出言調戲甚至是毛手毛腳。最終曉月成功地打倒魔王卡留斯，讓亞列薩德恢復了往昔的和平。在這之後，曉月回歸自己的世界。
國際教育機構「巴別塔（BABEL）」的職責是保護自異世界歸來的年輕人，而才剛從亞列薩德回歸現實世界的曉月，竟成為巴別塔創立以來第一位打倒魔王的「真正勇者」。不僅如此，在曉月的身邊居然還跟著魔王的女兒……

## 登場人物

### 獨立創世機關諾亞
凰澤曉月（聲：岡本信彥）
從異世界「亞列薩德」回歸到現實世界的無賴勇者。
基於與魔王卡留斯的約定，隱瞞戰友將魔王之女繆一同帶到現實世界以保障她的安危。回歸現實後妥善的規劃繆的身份等問題，以自己親生妹妹凰澤美兔作為假名，將她設計成「過去下落不明，失去進入異世界前記憶的妹妹」，兩人一同進入巴別塔塔中就讀，入籍B班。
個性好色又愛惡作劇，從還在亞列薩德的無賴勇者時期就經常戲弄女孩子，不過基本上都不會太過火，大多都是一個巴掌左右就能消氣的程度，但對越熟識的人就會越過分。雖是如此曉月也有溫柔體貼的一面，有著不能坐視女性流淚的美學，見到哭泣的女性會以自己的方式來安撫，不過所用的手段可說是十分下流，動畫第6集中得知其學習成績十分優秀，在日本史能夠有全對的能力。
完全不會使用魔法，取而代之的是名為「煉環勁氣功」的氣功術，能操縱自己與他人體內的真氣。但只要本人願意，也能展開抗魔法障壁。
因為曉月在入學檢查的諾倫篩檢當中被譽為巴別塔有史以來第一個「真正勇者」，接著又通過身為克昆成員的冰神會長的特別測驗，之後排名賽進行期間的優異表現，也跟包括遙在內的三名學生會成員戰鬥，本來曉月以壓倒性的力量勝出，卻被海堂阻止（因為巴別塔結界消失了），事後贏得了許多女學生的芳心。即使是在異世界見識過許多英雄的巴別塔女學生，也不得不對實力堅強的曉月另眼相看。只要曉月不排斥，身邊根本不愁沒有女人。
最初使用AD時不能具現化裝備，後來在動畫第3集最少要使用7個AD才可以具現化裝備。
在動畫第6集中，靠自己的力量令史雷普尼爾認可自己為主人。
在排名賽進行期間是和美兔、千影及葛葉組隊。
在小說第09卷擊敗已得到超高次元生命體力量的冰神。
具現化武器：魔劍勝利之劍 - 雷瓦汀
凰澤美兔（聲：日笠陽子）
曉月從異世界帶回的少女，魔王卡留斯的獨生女兒，本名為繆（ミュウ）。
遵從父親遺願與曉月來到現實世界，冒用曉月妹妹的名字與身份，以便隱瞞自己的真實身份。
與曉月一同就讀巴別塔，強大的魔法天賦讓她以新生之姿進入B班。
對曉月的感覺非常複雜，既是殺父仇人也是在異界唯一的依靠，但隨著時間的相處以及曉月的體貼而逐漸產生好感。在几次被晓月救助并开导后终于承认彻底爱上了晓月，将晓月作为自己的栖身之所，决定与其一同生活下去，终生陪伴左右。
全身上下有9個痣已知其中一顆在乳溝正中央。
在排名賽進行期間是和曉月、千影及葛葉組隊。
真實身分為超高次元生命體。
小說第09卷被曉月從冰神手中救回
擅長風屬性的魔法，武器為法杖。
動畫中第7集被曉月以乳房大在水中會沉的理由，被他托着乳房，之後被擠乳和玩弄乳頭。第10集被曉月強迫接吻和舌吻，之後曉月體温下降，用雙乳為他按摩，更被擠屁股和摸索陰部，大叫一聲後被他大力擠乳。
五泉千影（聲：植田佳奈）
巴別塔高中部B班學生，曉月與美兔的同班同學。
有些男孩子氣的短髮女孩，似乎是個女同志。由於渴望被人需要的感覺，所以去跟那些與自己有相同境況的女孩聆聽她們的煩惱，治癒她們內心的孤獨，甚至友誼逐漸變質為愛意，最後還是選擇了滿足那些女孩子，所以才被當成是女同志。在晓月的帮助下敞开了心扉，而慢慢喜欢上了晓月。
在排名賽進行期間是和曉月、美兔及葛葉組隊。
知道凰澤美兔的身份後，與美兔、曉月、遙、海堂和葛葉一起去到亞列薩德。成為二次回歸者後實力大幅提升，暫時未知實力。
擅長水屬性的魔法，武器為弓。
桐元葛葉（聲：花澤香菜）
巴別塔高中部B班班長，曉月與美兔的同班同學。
為剛滿十一歲的跳級生，實力與資質都極為優秀。有著陶瓷娃娃般無機質的美感，表情變化甚少。在晓月帮助下敞开了心扉，正视了自己对晓月的心意。
知道凰澤美兔的身份後，與美兔、曉月、遙、海堂和千影一起去到亞列薩德。成為二次回歸者後實力大幅提升，暫時未知實力。
在排名賽進行期間是和曉月、美兔及千影組隊。
擅長土屬性的魔法，武器為一把長度超過她身高的巨槌。
七瀨遙（聲：井上麻里奈）
巴別塔學生會副會長兼風紀委員。
為人認真正直，富有正義感，對學生會會長冰神京也非常尊敬。因為一些事故而將曉月視為擾亂學校秩序的眼中釘。
受博士委託把新型AD交給曉月時，和海堂一起亂入曉月的房間並一起去到亞列薩德。在進入亞列薩德並且知道美兔的身份後，與美兔他們成為好朋友。回到原來世界為了幫助美兔和莉絲蒂向巴別塔隱藏他們的身份，向學生會請辭副會長與風紀職位。成為二次回歸者後實力大幅提升，在第七卷最後，被冰神京也攻擊，並且將要被殺掉時，被曉月在異世界設置的轉移魔法救了。冰神京也暗示她有和血色黃昏接近的實力。因为不赞成冰神京也的计划而被其攻击，将要被杀掉时被晓月在异世界设置的转移魔法救走，最终正视了自己对晓月的感情并承认早已经爱上了他，从此对晓月千依百顺。JPN巴别塔一战中在最后时刻相助晓月击败了冰神京也。
全身上下有11個痣已知其中一顆在左大腿內側上方。(為何我會知道她有多少粒痣)
擅長風屬性的魔法，武器為半月刀。
莉絲蒂（聲：佐藤利奈）
謝爾菲的公主，全名為莉絲蒂·艾爾·達·謝爾菲，絕世的美貌被人稱讚為謝爾菲明珠，在魔王被擊敗後繼承王位。
曉月的戰友之一，是位強大的魔法師，有著歷代謝爾菲王族中最高的魔法天賦。晓月回到原来的世界后，成为了谢尔菲的女王，在晓月离开后才发现自己对晓月的感情，但始终压抑着这份情感。
為了幫助曉月而捨棄王位欲逼迫巴拉姆投降，但因巴拉姆設下的機關而功虧一簣，命懸一線時被曉月所救。事件結束後隨著曉月一起回到異世界，現今與曉月和美兔一起生活。
從七瀨遙手中接過「巴別塔」的學生制服與AD且將於新學期入學於「巴別塔」
 海堂元春（聲：阿部敦）
巴別塔高中部A班學生，有名的蹺課大王。個性開朗外向的他在一次機緣下結識曉月。
看似平凡，實則為恐怖組織「血色黃昏」的成員，接近曉月的目的是為了觀察。有著不弱於曉月的強大實力。
為人热爱和平不喜欢惹麻烦，却也不敢违抗赛席尔的命令。第八卷,受到赛席尔命令暫時阻擋曉月的前進。
概念能力叫做‘自由缚锁’，會以難以破壞的鎖鍊束縛對手,能将周围的空间束缚起来，令到所有魔法不起作用,但被美兔的能力破解。
武器為鐵虎指
久保田灰人（聲：稻田徹）
巴別塔機構異世界技術研究的第一把交椅，舉凡AD的實用化、不會對肉體造成傷害的特殊結界以及模擬訓練系統等等，都是他的得意之作。簡而言之，他是巴別塔機構舉足輕重的人物。
實力之強可用憑一擊把日本戰機砍成兩半，小說第11卷得知原為克昆的初代No.3由於其優秀的能力找不到可以代替他位子的人所以克昆No.3的位子一直是空著的。
嵐之宮貴子
操縱日本經濟的幕後黑手。狡猾的老太婆、靠著生化人的技術轉移到身穿和服的年輕少女的人造身體裡。擁有近200兆圓的資産家。
過去與曉月打賭、因輸了而給予曉月資金的援助。
黒野亞衣
阿爾哈善眼鏡銀行的日本分部長。與血色黃昏的深镜米米子是朋友的關係、在尋找她的行蹤。

### 國際教育機構「巴別塔」日本支部

#### 學生會
冰神京也（聲：櫻井孝宏）
巴別塔學生會會長，克昆的成員之一，可說是日本國內最強的回歸者。
英俊平和的臉孔下隱藏著不可告人的野心。
在曉月入學測驗時以創出一個冰山來測試曉月並給予很高的期待。
在與蒂亞娜交手時使用兩種相剋的元素魔法：炎和冰雪。
概念能力叫做『對極消滅』，能同時擁有火系與水系的魔法，把兩種對極的魔法抵銷後的產物是能將一切化為烏有的魔力光子。
第09卷被曉月擊敗。
具現化武器：聖劍
哀原美奈巳（聲：竹達彩奈）
巴別塔學生會會計。
察覺京也私底下的行動而與遼平一同詢問京也，當遙帶美兔前來時被發現已遭京也殺害。實際上是利用土人偶製造出來的假象，為幫助京也而與遙敵對。
擅長土屬性的魔法，武器為流星槌。
上崎遼平（聲：日野聰）
巴別塔學生會書記。
察覺京也私底下的行動而與美奈巳一同詢問京也，當遙帶美兔前來時被發現已遭京也殺害。實際上是利用人偶製造出來的假象，為幫助京也而與遙敵對。
擅長火屬性的魔法，武器為青龍刀。

### 日本政府
篠川慎哉
日本的第108代首相。三個兒子夭折，鬼塚劍哉是早晚的人選。

### 克昆
凰澤宿夜（聲：石田彰）
化名「米迦勒·亞克伍德」，金髮金瞳的男子，克昆的總領導人。
凰澤剛毅的兒子，凰澤曉月的哥哥，其實力跟凰澤剛毅最接近，實力在曉月之上，過去在某次和剛毅的爭執中導致美兔（曉月真正的妹妹）自殺。
蕾蒂亞·克萊西斯
克昆No.2。新国連的事務總長。
克勞帝歐·法利斯
克昆No.4。戴眼鏡的醫師。
朱德·歐提斯
克昆No.6。管理USA巴别塔的黑人。
克立斯·泰佩斯德
克昆No.9。成員中年紀最小的少年。

### 國際恐怖組織「血色黃昏」
凰澤剛毅
凰澤曉月和凰澤宿夜的父親，同時也是血色黃昏的創立者，小說第11卷得知原為克昆的初代No.2後來離開克昆創立了血色黃昏。實力在曉月和宿夜之上，說話足以令普通人失去意識，並且不會令周圍的人和動物察覺。
赛席尔·安华德
血色黄昏的現任女团长，不論身材、氣質、美貌都極具魅力的美女，擁有強大的實力，實力在凰澤宿夜之下，估計暫時比曉月還強。
對曉月非常感興趣，因他能在自己不知情的情況下拿掉自己的胸罩。
蒂亚娜·兰德豪森
突然出現在鬼塚劍哉家洗澡的少女。被鬼塚在回家時發現，鬼塚因不知如何處置而無可奈何的把她留在身邊。
其實是為奪取鳳凰細胞而潛入特別自治區，但因與鬼塚一起而一時忘了任務，在接到赛席尔的命令後再度展開行動。
非常重視鬼塚，因為與他相處能被像正常人一般對待。
概念能力叫做『番有引力』，能記憶碰觸過的人且能施加引力造成被吸過來，能記憶多筆且以自己的喜好刪除，只是記憶越多引力效果越低。
力大無比，似乎能操控重力。
深镜米米子
魔眼使。具有千里眼，還能透视人的記憶，並能將其投射在光碟之中。
外表是嬌小的少女，但據海堂所言她的實際年齡比外表還大。第二厭惡是說謊，最厭惡據說是海堂。
鬼塚劍哉（聲：石川英郎）
巴別塔高中部B班學生，曉月與美兔的同班同學。
原為A班學生，但因未通過測驗而被降級，為此怨怨不平，經常欺負其他同學。
因為憎恨身為日本總理大臣的篠川慎哉而選擇冠母姓。
在曉月上學的第一天與他發生衝突，被其以壓倒性的力量擊倒，因而仇視曉月，而被恐怖份子利用了他的復仇心態趁機進行破壞巴別塔的計畫。然而事後曉月卻幫鬼塚脫罪，使他無法原諒自己的軟弱。
與蒂亞娜一起入侵「巴別塔」且打倒因鳳凰細胞復活的菲爾·巴奈特，之後為阻止蒂亞娜而被蒂亞娜打到半死。
擅長火屬性的魔法，武器為圓月輪，會利用熱來扭曲空氣以形成海市蜃樓來製作分身。

### 其他
田中（聲：水島大宙）
巴別塔高中部B班學生，曉月與美兔的同班同學。
被同班的鬼塚欺負而忍氣吞聲，其實是名恐怖份子利用了鬼塚的復仇心態趁機進行破壞巴別塔的計畫，最後被曉月阻止和被冰神給冰封。
擅長風屬性的魔法，以自創魔法進行無死角的攻擊。
被冰神殺死後與菲爾·巴奈特一樣被冰神植入鳳凰細胞而復活成為冰神的棋子之一，之後被蒂亞娜打敗，然後被蒂亞娜從身體取出鳳凰細胞而再次死亡。

### 異世界「亞列薩德」

#### 謝爾菲王國
塞克斯（聲：寺島拓篤）
曉月的戰友之一，謝爾菲王國的將軍，與曉月是意氣相投的損友。
武器為一把赤色長劍，被稱為赤色劍王的他在劍術的造詣上遠超曉月。
魯提耶（聲：小清水亞美）
曉月的戰友之一，來自高等精靈族，有著銀白色的長髮與尖耳朵。謝爾菲的精務長官，輔佐莉絲蒂治理整個王國。
擅長於恢複或是輔助用的支援魔法，同時也能以魔法槍在中距離的戰鬥發揮可觀的傷害。
瓦裘莉亞（聲：內山夕實）
謝爾菲的侍衛長，統領著謝爾菲以美貌著稱的女僕軍團。
在曉月要回歸現實世界時受莉絲蒂的命令，率領女僕軍團阻止，但結果全員皆被曉月擊退，本人亦被晓月剥下女佣服。
是少数能对付晓月的女性之一。在受到晓月言语骚扰时能泰然自若的还击，有时甚至还能让晓月吃尽苦头。
雷恩·艾斯帕利歐
被譽為亞列薩德世界希望的勇者，曉月在異世界中交到的第一個好友。過去父親與姊姊死於魔族之手，令他決心加入軍隊，為消滅魔族而戰。
為人正直而備受推崇，實際上已經被復仇的怒火扭曲了人格，對魔族的憎恨可說是到走火入魔的地步。每到晚上便會潛入魔族的城鎮屠殺大量的魔族，連老弱婦孺都不放過。曉月在一次的跟蹤下發現了這個秘密，原本想要勸阻他卻無法阻止，就算塞克斯與魯提耶都一同來勸說也一樣。後來當所有人以為魔王卡留斯是進攻謝爾菲時，其實是為了拯救被雷恩捉了的女兒和向雷恩報復族人的仇。而當魔王進攻時，雷恩也僱用暗殺者殺掉不再積極對抗魔族的謝爾菲王族，由於莉絲蒂不在王城，所以倖免。為了阻止雷恩，曉月將雷恩從背後一劍刺死。
現今亞列薩德的每個人都認為雷恩於五年前為保護曉月而死於魔王的劍下，但這是為保住身為人民精神支柱的勇者形象而設下的謊言，因為一旦真相被人民所知，足以對謝爾菲產生毀滅性的打擊。
被巴拉姆利用禁術復活，並向魔族進攻。因為是死者所以能進入魔族村子外圍設下的概念結界，進村後想屠殺魔族卻被村長用自己的性命阻止。後來利用莉絲蒂的名義，捉走了美兔。在最後因為自己殺了巴拉姆，術式因施術者死亡而破解，雷恩想在最後殺害曉月三人時被曉月阻止，最後在見識到曉月信念後含笑化為灰煙而滅。

#### 迪斯迪亞帝國
巴拉姆
迪斯迪亞帝國的國王，派遣菲爾·巴奈特前往曉月世界逮捕魔王卡留斯之女的人。
為了因國土逐漸沙漠化而衰落的國家窺視著魔族所居住的豐饒土地－－蓋爾貝森林，為此積極於討伐魔族。但隨曉月獨自擊敗卡留斯，戰爭的結束讓迪斯迪亞失去取得蓋爾貝的正當理由，因此策劃一連串挑撥與魔族重新開戰的行動。
最後因介入曉月與雷恩的決鬥，被憤怒的雷恩殺死。
阿爾馮斯
迪斯迪亞帝國的第四皇子。
擅長謀略，曾在和談會議開出讓謝爾菲陷入進退不得的條件來為難曉月與莉絲蒂，但在曉月的奇計下使自己的盤算走位，對此他倒是心服口服的接受。但對於父親巴拉姆不計代價進攻蓋爾貝感到十分不諒解，為直練父親而被收押監禁。
菲爾·巴奈特（聲：杉山紀彰）
繼曉月之後的新勇者，前往曉月的世界逮捕魔王卡留斯之女。
因不想受「巴別塔」管理而不想回歸自己的世界，想在亚列萨德以勇者的身分生活，為此非常痛恨前兩名勇者－雷恩與曉月，非常想取代他們的地位。
與黑山邪龙萨哈克訂下契約，能使用祂的強大力量，甚至藉此當作返回亚列萨德的依憑，但作為人身的菲爾無法完全承受身為高次元生命體的萨哈克，顯現的實力只有原來的一半，最後被曉月打敗。
被曉月打敗死亡後被冰神植入鳳凰細胞而復活成為冰神的棋子之一，與田中擋在入侵「巴別塔」的蒂亞娜與鬼塚面前，之後被鬼塚打敗，然後被蒂亞娜從身體取出鳳凰細胞而再次死亡。

#### 阿列古拉斯達皇國
波爾古雷姆·阿列古拉斯達四世
宗教國家阿列古拉斯達的教皇。
利用教義來保持國際中的中立姿態，暗地裡卻不斷收集其他國家的機密，打算在最後坐收漁翁之利。
於第五卷中被提到是魔王卡留斯的親人，曉月藉由知道這件真相的事警告波爾古雷姆別輕舉妄動。
米蘭達·庫安提
大主敎，能藉由肢體接觸以讀取對方的意識，曾藉此得知雷恩之死的真相。
小說第10卷時得知冰神京也被曉月擊敗，露出一點哀傷的表情。似乎與冰神京也有親緣關係。

#### 魔族
卡留斯（聲：森川智之）
繆的父親，原是人类，被曉月殺死。臨終前把女兒交給曉月照顧，希望自己成為最後的魔王，不想讓女兒成為魔王所以希望曉月把女兒帶走。
當初魔族大舉入侵謝爾菲時，其實是為被屠殺的魔族居民報仇和救回被雷恩綁架的女兒（曉月不知情）。最後雷恩被曉月殺掉，卡留斯感覺到他是拥有资格殺掉自己的勇者，也是值得把女兒託付的人。

## 用語
巴別塔『BABEL』
由新聯合國創立用來保護以及監控所有異世界回歸者的教育組織，宗旨在于「引導擁有特殊能力的少年少女走上正途，為人類的繁榮與發展貢獻一己之力」，設立于新聯合國的全體會員國國境內。從小學、中學、大學甚至是研究所皆一應俱全，回歸者在接受普通教育的同時，校方也會針對每個回歸者設計專門的課程，鍛煉他們在異世界獲得的能力。
招生資格只有曾經前往異世界的回歸者這一項。但相對地，曾經前往異世界的回歸者也一律強制就讀，沒有任何例外。用意是與一般人隔離，以便管理。
分班採用等級制，照個人實力的高低，將所有的學生分成從A班分到E班。基本上剛入學的新生一律被編入E班，而成績較優秀者也不過是D班的等級，像美兔和曉月這樣直接進入B班可說是前所未有的創舉。
諾倫篩檢
巴別塔新生必做的測驗，利用精靈魔法獲得北歐神話中掌管命運的諾倫三姊妹的力量，以透視受檢者過去，現在以及未來的歷史。不過並不是將受檢者的一生以年表的形式钜細靡遺地表現出來，而是利用史詩的模式，大致呈現受檢者的歷史。而這所呈現的未來結果非是絕對，受檢者也很有可能透過自主意志走上其他的道路，而諾倫篩檢的結論只是發生機率最高的未來罷了。
克昆
新联合国议长、事务总长以及G7各国巴别塔机构的最高领导人，是由过去在异世界获得强大力量的同归者所组成的，表面上是打著維護世界和平的大旗，其實是把異世界的回歸者當成權力鬥爭的武器、將一批又一批的少年少女送上戰場。
血色黃昏
反對克昆的統治而不斷地向世人展現自己壓倒性實力的恐怖組織，為了建立以異世界回歸者為主的國家而不斷行動。
欧利哈尔刚结晶
精神感应石，能隨使用者精神發生變化。
AD
Arms Device就是配合使用者的能力和资质，将最适合的武器予以具体化的装備,使用高纯度的欧利哈尔刚结晶石製作。
邪龍萨哈克
亞列薩德世界的高次元生命体，在魔獸群聚的黑山中建立嚴明的秩序，可說是近乎神的存在。
高次元生命体的位阶高于掌管元素系魔法的精灵，所有借用火、水、土、风精灵之力的元素系魔法，都对高次元生命体无效。
與菲爾訂下契約，在菲爾發揮力量時顯現並互相融合，最後隨菲爾的敗北連帶被曉月殺死。不過其實當時由於人身無法承接那麼高的力量，只能發揮不足一半的實力。
史雷普尼尔
车体和引擎是以欧利哈尔刚制成的，最高出力一六七七万ps，最高时速甚至超越音速，拥有自己的意志，會選擇自己的主人。上任持有者是凰澤剛毅，現在為凰澤曉月。
二次回归者
意指二度前往异世界之后回來的人。由於次元移动會诱发人的潜在能力，使人类蜕变为更高高次元的生命体而使能力大規模的增長，所具有的力量不是一般回归者能比擬。克昆及血色黃昏都被暗視為是二次回歸者，所有克昆和血色黃昏拥有各自不同的概念能力。參照血色黃昏「海堂元春」
鳳凰細胞
能令死去的人復活，由於活人會有排斥，所以實驗目標只有死去的人。被復活的人會有超速再生，被取走會立即再度死亡。
由日本政府無意中發現，被京也搶奪後，用來阻擋和轉移血色黃昏的視線來達到自己的計劃。
被蒂亞娜·蘭德豪森拿來復活鬼塚劍哉。
超高次元生命体
是比高次元生命体更高次元的生命體，可說是等同神的存在。
美兔就是其中之一是克昆的首要目標。

## 出版書籍
| 冊數 | Hobby Japan    | Hobby Japan            | 東立出版社    | 東立出版社             |
| 冊數 | 發售日期       | ISBN                   | 發售日期      | ISBN                   |
| ---- | -------------- | ---------------------- | ------------- | ---------------------- |
| 1    | 2010年5月1日   | ISBN 978-4-79-860042-0 | 2011年1月6日  | ISBN 978-986-10-6991-3 |
| 2    | 2010年7月31日  | ISBN 978-4-79-860104-5 | 2011年5月5日  | ISBN 978-986-10-7808-3 |
| 3    | 2010年11月1日  | ISBN 978-4-79-860138-0 | 2011年7月14日 | ISBN 978-986-10-8054-3 |
| 4    | 2011年2月1日   | ISBN 978-4-79-860180-9 | 2011年9月15日 | ISBN 978-986-10-8457-2 |
| 5    | 2011年4月28日  | ISBN 978-4-79-860225-7 | 2011年11月3日 | ISBN 978-986-10-8925-6 |
| 6    | 2011年7月29日  | ISBN 978-4-79-860264-6 | 2012年2月16日 | ISBN 978-986-10-9356-7 |
| 7    | 2011年11月30日 | ISBN 978-4-79-860321-6 | 2012年4月16日 | ISBN 978-986-10-9766-4 |
| 8    | 2012年2月29日  | ISBN 978-4-79-860359-9 | 2012年8月6日  | ISBN 978-986-317-635-0 |
| 9    | 2012年7月1日   | ISBN 978-4-79-860422-0 | 2013年3月7日  | ISBN 978-986-332-100-2 |
| 10   | 2012年10月1日  | ISBN 978-4-79-860473-2 | 2013年5月20日 | ISBN 978-986-332-528-4 |
| 11   | 2013年2月28日  | ISBN 978-4-79-860566-1 | 2014年1月20日 | ISBN 978-986-348-096-9 |

## 電視動畫
2012年7月6日開始放送

### 製作人員
- 原作：上綴人（HJ文庫 / Hobby Japan刊）
- 插畫師：卵之黄身
- 監督：久城りおん
- 系列構成：金月龍之介
- 角色設計&總作畫監督：塚田ひろし
- 美術監督：前田實
- 色彩設計：中田亮大
- 音響監督：小西香葉、近藤由紀夫（MOKA☆）
- 音樂制作：Lantis
- 企劃製作：GENCO
- 動畫制作：Arms
- 製作：無賴勇者的鬼畜美學搭檔們（Media Factory、SHOWGATE、Hobby Japan、AT-X、Lantis、GENCO）

### 主題曲
主題曲「Realization」
作詞、歌：飛蘭，作曲、編曲：Tatsh
片尾曲「因為愛無法入睡（愛のせいで眠れない）」
作詞：畑亞貴，作曲、編曲：板垣祐介，歌：美鄉秋

### 各話列表
| 話數      | 日文標題 | 中文標題           | 腳本       | 分鏡            | 演出     | 作畫監督                                |
| --------- | -------- | ------------------ | ---------- | --------------- | -------- | --------------------------------------- |
| episode1  |          | 強力的新遊戲       | 金月龍之介 | 久城            | 久城     | 高原修司                                |
| episode2  |          | 聖水之絆           | 金月龍之介 | 小寺勝之        | 川西泰二 | 藤原未來夫、臼田美夫                    |
| episode3  |          | 成為大人           | 金月龍之介 | 淺利藤彰        | 淺利藤彰 | Chang Bum Chul                          |
| episode4  |          | 勇者的背影         | 金月龍之介 | 古川順康        | 高橋英俊 | Han Jeong Y、Jo Young Rae Jeon Jong Min |
| episode5  |          | 平凡的休假時光     | 金月龍之介 | 山本天志        | 淺利藤彰 | Lee Seok In                             |
| episode6  |          | 超音速！史雷普尼爾 | 金月龍之介 | 小寺勝之        | 川西泰二 | 高原修司                                |
| episode7  |          | 海邊的鬼畜大混亂！ | 上綴人     | 渡部穩寬        | 渡部穩寬 | 藤原未来夫、橋本英樹                    |
| episode8  |          | 巴別塔排名戰、開始 | 大久保昌弘 | 小寺勝之        | 浅利藤彰 | Eum Ik Hyun、Lee Seok In                |
| episode9  |          | 在如此美麗的月夜   | 金月龍之介 | 高橋英俊 伴山人 | 高橋英俊 | Kim Kang Won、Kim Dae Hoon              |
| episode10 |          | 我的住所           | 大久保昌弘 | 小寺勝之        | 川西泰二 | Chang Bum Chul                          |
| episode11 |          | 黎明到來之前       | 金月龍之介 | 高本宣弘        | 渡部穩寬 | 藤原未來夫、橋本英樹                    |
| episode12 |          | 世界正注視著你     | 金月龍之介 | 久城            | 久城     | 高原修司、                              |

### 播放電視台
日本深夜動畫：下文記載的日本国内播放時間使用日本標準時間（UTC+9）表示。因為部分時間标识會採用30小时制，因此請留意这类超过24:00的时间，其實際播放時間為翌日清晨。
| 播放地區 | 播放電視台 | 播放日期               | 播放時間（UTC+9）         | 播放電視網 | 備註              |
| -------- | ---------- | ---------------------- | ------------------------- | ---------- | ----------------- |
| 日本全國 | AT-X       | 2012年7月6日－9月21日  | 星期五 10時30分－11時00分 | 衛星電視   | 有重播 有年齡限制 |
| 千葉縣   | 千葉電視台 | 2012年7月8日－9月23日  | 星期日 24時30分－25時00分 | 獨立局     |                   |
| 兵庫縣   | SUN電視台  | 2012年7月8日－9月23日  | 星期日 25時30分－26時00分 | 獨立局     |                   |
| 東京都   | TOKYO MX   | 2012年7月9日－9月24日  | 星期一 24時30分－25時00分 | 獨立局     |                   |
| 愛知縣   | 愛知電視台 | 2012年7月10日－9月25日 | 星期二 26時00分－26時30分 | 東京電視網 |                   |
| 日本全國 | BS11       | 2012年7月12日－9月27日 | 星期四 24時00分－24時30分 | 衛星電視   | ANIME+節目        |

### 藍光／DVD
2012年6月27日先行發售「無賴勇者的鬼畜美學 邁向鬼畜的登龍門Super零卷（はぐれ勇者の鬼畜美学 鬼畜への登龍門スーパー零巻）」的藍光和DVD。内容為動畫無修正版PV影像，收錄短篇動畫《無賴勇者的鬼畜美學 vs 女王之刃 叛亂》的對戰影片。同年9月26日から2月27日までテレビシリーズの藍光およびDVDが発売された。
| 卷數      | 收錄話     | 發售日         | 規格編號  | 規格編號  |
| 卷數      | 收錄話     | 發售日         | 藍光      | DVD       |
| --------- | ---------- | -------------- | --------- | --------- |
| Super零卷 | PV         | 2012年6月27日  | ZMXZ-7971 | ZMBZ-7972 |
| Vol.1     | 第1－2話   | 2012年9月26日  | ZMXZ-8101 | ZMBZ-8111 |
| Vol.2     | 第3－4話   | 2012年10月24日 | ZMXZ-8102 | ZMBZ-8112 |
| Vol.3     | 第5－6話   | 2012年11月28日 | ZMXZ-8103 | ZMBZ-8113 |
| Vol.4     | 第7－8話   | 2012年12月26日 | ZMXZ-8104 | ZMBZ-8114 |
| Vol.5     | 第9－10話  | 2013年1月30日  | ZMXZ-8105 | ZMBZ-8115 |
| Vol.6     | 第11－12話 | 2013年2月27日  | ZMXZ-8106 | ZMBZ-8116 |

#### 無賴勇者的鬼畜美學 vs 女王之刃 叛亂
《無賴勇者的鬼畜美學 vs 女王之刃 叛亂》對戰宣傳影片，「無賴勇者的鬼畜美學 邁向鬼畜的登龍門Super零卷」收錄，暁月がアンネロッテたち美闘士と戦うコラボレーション短篇動畫。第1話の冒頭のエピソードを元に戦う相手が美闘士になっている。
配音
- 安妮洛特：遠藤綾
- 斯琪：小林優
- 莉莉安娜：伊藤静
- 凰澤曉月：岡本信彦

#### 映像特典
《はぐれ勇者の鬼畜美学 恥じらいいっぱいオリジナルビデオ》藍光和DVD各卷收錄的短篇動畫。
| 卷數  | 日文標題 | 中文標題                     | 劇本       | 分鏡     | 演出     | 作畫監督                           |
| ----- | -------- | ---------------------------- | ---------- | -------- | -------- | ---------------------------------- |
| Vol.1 |          | 新的戰鬥服？                 | 大久保昌弘 | 川西泰二 | 川西泰二 | Kim Kang Won                       |
| Vol.2 |          | 成為成熟女性的條件是？       | 大久保昌弘 | 川西泰二 | 川西泰二 | Jo Young Rae                       |
| Vol.3 |          | 聖水之絆・學生會篇           | 大久保昌弘 | 川西泰二 | 川西泰二 | Han Jeong I                        |
| Vol.4 |          | 海邊的混浴                   | 大久保昌弘 | 西島克彦 | 津田義三 | 吉岡敏幸                           |
| Vol.5 |          | 排位戰番外篇 色情Another版本 | 大久保昌弘 | 西島克彦 | 津田義三 | 吉岡敏幸                           |
| Vol.6 |          | 魔族的美鬥士・繆             | 大久保昌弘 | 西島克彦 | 津田義三 | 竹内昭 Kim Yi Sung Kang Kyoung Min |

## 外部連結
- 動畫官方網站（页面存档备份，存于）
- 原作官方網站 （页面存档备份，存于）
- 漫畫官方網站